# ArcelorMittal Ghent
ArcelorMittal Ghent (АрселорМіттал Гент) — металургійний комбінат у Бельгії, в місті Зельзате, що біля міста Гент. Почав роботу 1962 року під назвою «Sidmar» (сучасна назва «ArcelorMittal Ghent» — з 2008 року).

## Історія
Ще у 1920-х роках луксембурзька металургійна компанія ARBED почала купувати землю в Бельгії біля каналу Гент — Тернезен з метою побудувати тут металургійний завод. До 1932 року вона придбала 211 га (2,11 км²) землі. Однак економічна криза початку 1930-х років та Друга світова війна завадили планам будівництва. Лише у 1950-х роках економічні умови знов стали сприятливими та компанія почала вивчати можливість будівництва заводу.
На початку 1960-х років почалися підготовчі роботи до будівництва заводу. Канал Гент — Тернезен було поглиблено, щоб зробити його прохідним для кораблів класу Panamax, також для заводу було розширено ділянку землі з 211 га до 624 га. 27 квітня 1962 року Європейська вугільно-металургійна спілка схвалила будівництво заводу. 10 липня 1962 року було створено компанію «Siderurgie Maritime NV», або скорочено — «Sidmar». Компанія мала капітал 4,5 млрд бельгійських франків, з яких 2 млрд вклала луксембурзька ARBED, 1 млрд — бельгійська Cockerill-Sambre. Участь у створенні компанії взяли, крім того, «Schneider», «Société Générale de Belgique», «Compagnie Belge de Participations» (COBEPA) and «Compagnie Financière et Industrielle» (COFININDUS). Кредити було надано державними банками.
Першим було введено в дію 1964 року прокатне виробництво, першу доменну піч було задуто 1967 року, другу — 1968 року. У 1970-х роках було побудовано коксохімічний завод і завершено другу чергу прокатного виробництва.
Під час кризи на ринку сталі у 1973—1975 роках завод був у кращих умовах, ніж металургійні заводи півдня Бельгії (Валонії), однак більшість акціонерів заводу продала свої акції компанії ARBED, в тому числі через власні фінансові проблеми свої 21,9 % акцій продала компанія «Cockerill-Sambre», внаслідок чого ARBED стала власником 80 % акції заводу.
У 1980-х, 1990-х і 2000-х роках на заводі відбувалися модернізації та розширення виробничих потужностей.
2002 року компанія ARBED стала частиною «Arcelor» і комбінат був перейменована на «Arcelor Ghent». Після злиття компаній «Arcelor» і «Mittal» у 2006 році, компанія і комбінат отримали назву «ArcelorMittal Ghent».

## Сучасність
Комбінат «ArcelorMittal Ghent» становить собою підприємство з повним металургійним циклом, що спеціалізується на виробництві виключно листового прокату. Комбінат розташований на півночі міста Гент, на правому березі каналу Гент — Тернезен за 17 км від міста Тернезен (Нідерланди), де через естуарій річки Шельди є вихід до Північного моря.
Комбінат має коксохімічний завод з 2 коксовими батареями по 50 коксових печей кожна. Він також має 2 аглофабрики загальною продуктивністю 19000 т на добу, або 6,5 млн т на рік. На аглофабриках розташовано по 1 агломераційній стрічці довжиною 48 і 113 м. Агломерат становить 90 % у шихті доменних печей, інші 10 % припадають на котуни і руду. Вугілля і руда доставляються на комбінат морським транспортом вантажністю до 80000 т.
На заводі працюють 2 доменних печі об'ємом 1783 м³ і 2555 м³.[джерело?] Для перероблення чавуну на сталь використовується киснево-конвертерний процес і його різновид — ТВМ-процес. Продуктивність комбінату становить 5 млн т сталі на рік.
З 2000-х років на заводі введено в експлуатацію установку безперервного розливання сталі.